# The Envoy
The Envoy är ett musikalbum av Warren Zevon som utgavs 1982 av skivbolaget Asylum Records. Albumet kom att bli det sista han gjorde för bolaget. Jämfört med hans tidigare album för Asylum sålde inte denna skiva särskilt bra och nådde bara plats 93 på Billboard 200. Skivbolaget bröt därefter hans kontrakt och Zevon själv hamnade i en nedåtgående spiral av missbruk. Han kom inte att ge ut ett nytt album igen förrän 1987 års Sentimental Hygiene.

## Låtlista
(låtar utan angiven upphovsman av Warren Zevon)
1. "The Envoy" - 3:12
2. "The Overdraft" (Thomas McGuane, Zevon) - 2:43
3. "The Hula Hula Boys" - 3:01
4. "Jesus Mentioned" - 2:45
5. "Let Nothing Come Between You" - 3:38
6. "Ain't That Pretty at All" (LeRoy Marinell, Zevon) - 3:34
7. "Charlie's Medicine" - 4:48
8. "Looking for the Next Best Thing" (Kenny Edwards, LeRoy Marinell, Zevon) - 3:41
9. "Never Too Late for Love" - 4:37